# Haldexkoppling
Haldexkoppling är en slirkoppling som överför moment från en ingående axel till utgående axel för att göra bilar fyrhjulsdrivna. 
När fram- och bakaxel på bilen roterar med olika hastigheter byggs ett hydraultryck upp i kopplingen. Detta tryck används för att trycka ihop ett antal lameller så att momentet från ingående axel överförs till utgående bakaxel. En finess är att konstruktionen fungerar i båda riktningarna, vilket medför fyrhjulsdrift även när man backar. Dessutom kan man överföra kraft antingen framifrån och bakåt, något som exempelvis sker i bilar från Saab, Volvo och Volkswagen/Audi, eller bakifrån och framåt som i Bugatti Veyron.
Senare versioner av kopplingen har en elektrisk pump, som helt eller delvis kan trycksätta kopplingen. På så sätt kan man få fyrhjulsdrift för att förhindra att bilen slirar, inte bara för att dämpa en slirning som redan uppstått.
Utöver denna rent mekaniska och hydrauliska funktion kan man med hjälp av elektronik styra hur mycket moment som ska överföras. Detta är till fördel eftersom man då kan ändra en bils beteende i olika situationer med ett annat styrprogram för kopplingen. 
Bland andra fördelar märks att man kan bogsera bilen med lyft framaxel, köra med reservhjul i annan dimension, byta bara två däck, testa bromsarna i bilprovningens rullar, etc, till skillnad från andra liknande fyrhjulsdriftsystem.
Haldexkopplingen är alltid inkopplad och på en bil där man har utgående axel till bakaxeln driver denna med ungefär 5% vid normal körning i konstant hastighet. Dock kan så mycket som 100% av drivkraften fördelas till bakaxeln vid behov, till exempel om framhjulen tappar allt grepp på en isfläck.
Haldexkopplingen uppfanns av rallyföraren Sigvard "Sigge" Johansson, men har fått sitt namn efter det svenska företaget Haldex som utvecklat den.
Den del av Haldex som tillverkar Haldexkopplingen såldes 2011 till BorgWarner.